# 肯尼亚野生生物服务署
肯尼亚野生生物服务署，为肯尼亚的官方机构之一，负责保护肯尼亚的生物多样性，动植物生态的管理与维护。该机构成立于1990年。
肯尼亚境内的国家公园及保护区由肯尼亚野生生物服务署管理。

## 國家公園與自然保護區
- 阿伯德爾國家公園
- 安博塞利國家公園
- 地獄門國家公園
- 梅魯國家公園
- 埃爾貢山國家公園
- 隆戈諾特山
- 奈洛比國家公園
- 科拉國家公園
- 納庫魯湖國家公園
- 塞瓦沼澤國家公園
- 希比羅依國家公園
- 魯馬國家公園
- 瓦塔穆海洋國家公園

## 教育
肯尼亚野生生物服务署有数个教育中心，分别为：
- 内罗毕教育中心
- 东察沃教育中心
- 西察沃教育中心
- 纳库鲁湖教育中心

## 外部連結
- 肯尼亚野生生物服务署